# Стрекалов, Иван Васильевич
Стрекалов Иван Васильевич (ок 1680—1733) — бригадир (1726), генерал-майор (6.9.30), полковник Санкт-Петербургского пехотного полка (1720—1726), член Комиссии о разграничении земель между Россией и Швецией (1721—1723), комендант г. Воронеж (1726—1727), Воронежский вице-губернатор (1727—1729), комендант крепости Транжамент (1729—1732), Белгородский губернатор (22.8.32-4.11.33); отец Василий Осипович воевода г. Землянск (1690); благородный дворянский род внесен в родословные книги: Тамбовской, Курской, Московской, Рязанской и Тульской губерний; дворянский герб утвержден в 1-м отделении 4-й части Общего гербовника Российской империи (7.12.1799).

## Биография
Иван Васильевич Стрекалов относился к числу белгородских губернаторов, у которых до приезда в Белгород имелся управленческий опыт. Известно, что 28 февраля 1727 года он был назначен на должность воронежского вице-губернатора. К слову, в это же самое время на должность первого белгородского губернатора был назначен князь Юрий Юрьевич Трубецкой. Заместителем воронежского губернатора И. В. Стрекалов являлся до 9 июня 1728 года. При этом обладал чином полковника. Примечательно, что за год с небольшим Иван Васильевич был вице-губернатором при трех разных главах Воронежской губернии. В материалах Верховного Тайного совета, фактически управлявшего Российской империей при Екатерине I и Петре II, содержится информация о том, что после снятия с должности воронежского вице-губернатора Иван Васильевич уже в чине бригадира являлся членом «Комиссии об обидных с турками делах» в находившейся на территории Воронежской губернии крепости Транжа-мент. В августе 1730 года И. В. Стрекалову был присвоен чин генерал-майора.
Указ о назначении И. В. Стрекалова управителем Белгородской губернии был выпущен 22 августа 1732 года. На этом посту он сменил Ивана Ивановича Бибикова, который управлял губернской территорией всего 1,5 года и был в июле 1732 года спешно командирован в Персию для исполнения важных внешнеполитических поручений. Скончался И. В. Стрекалов 4 ноября 1733 года. Причина его смерти неизвестна. Общий срок его пребывания на губернаторской должности в Белгородской губернии составил 1 год и 2,5 месяца.
Однако и этот небольшой временной промежуток был насыщен разнообразными событиями. Все это время на российском престоле находилась императрица Анна Иоанновна, являвшаяся племянницей Петра I Алексеевича и дочерью его сводного брата Иоанна V Алексеевича. Первые годы правления государыни ознаменовались проведением ряда военных и административных преобразований. С момента образования Белгородской губернии под управление белгородского губернатора по гражданским делам были переданы военно-территориальные единицы, именуемые слободскими казацкими полками. Таких полков насчитывалось пять: Ахтырский, Изюмский, Острогожский, Сумской и Харьковский. По военным же делам они подчинялись Военной коллегии.
Ещё за 2 месяца до прибытия И. В. Стрекалова в Белгород, в июне 1732 года, Анна Иоанновна распорядилась осуществить на территории Белгородской губернии, в том числе и в слободских казацких полках, перепись проживавшего там украинского населения. По факту перепись была начата в августе. Окончена же она была лишь в феврале 1733 года. Таким образом, данное мероприятие проводилось весь период губернаторства Ивана Васильевича. Для организации переписи в Белгородскую губернию верховными властями был послан лейб-гвардии Семеновского полка майор Михаил Хрущев. Губернским властям требовалось выделить в его распоряжение военных и гражданских служащих, а также оказывать ему беспрекословное содействие. Важной обязанностью белгородских чиновников являлось информирование населения о том, чтобы они не боялись участвовать в переписи и не покидали на время её проведения свои жилища. Украинское население уверяли, что с них не будут брать такие же подати, которые платили великороссы, и что жить они будут по прежним правилам.
Итоги переписи были неутешительными: в ходе мероприятия выявилось сокращение числа реестровых казаков и ухудшение их финансовой возможности продолжать службу. В конце 1732 года в слободские полки был отправлен генерал-майор князь Алексей Иванович Шаховской, который на месте должен был принять решение об исправлении сложившейся ситуации. В итоге государственный деятель принял решение об образовании в городе Сумы особого учреждения, под контроль которого следовало определить пять полков. Называлось оно Канцелярией Комиссии учреждения слободских полков. Подчиненность военно-территориальных образований по гражданским делам белгородскому губернатору была отменена и вновь восстановлена только в 1743 году.
В период губернаторства И. В. Стрекалова активно продолжалось начатое в 1731 году строительство Украинской линии, призванной защитить территорию между реками Днепр и Северский Донец от набегов крымских татар. Белгородский губернатор и его администрация, как и ранее, осуществляли контроль за отправкой на строительные работы жителей слободских казацких полков, на окраинных территориях которых велось возведение шести крепостей линии. Вот только обеспечить набор такого же числа работников, какой был осуществлен на начальном строительном этапе, уже было невозможно. Верховные власти, ознакомившись с ситуацией, разрешили белгородской администрации ориентироваться на реальное наличие рабочей силы, а не на ранее установленную норму набора работников.
Характерным явлением были массовые побеги работников с территории возводимой Украинской линии. Белгородскому губернатору было дано наставление периодически отсылать наверх отчеты о том, в какие места направляются сбежавшие лица. Требовалось также усилить контроль за перемещением людей за пределы губернии. В общих чертах Украинская линия была готова уже к 1733 году. Однако имелось множество недоделок и возникавших неисправностей, в результате чего строительные мероприятия были продолжены.
В губернаторские обязанности входил также контроль за пополнением и содержанием ландимилицких полков, размещаемых на территории Украинской линии. В Белгородской губернии набор служащих в эти воинские формирования производился из числа массово проживавших здесь однодворцев. Однодворцы посылались на линию и в качестве помощников для ведения хозяйственной деятельности. Губернская администрация, согласно указаниям верховных властей, отправляла туда и канцелярских служащих, необходимых для осуществления делопроизводства.
В период пребывания у власти в России Анны Иоанновны ни один из трех губернаторов, возглавлявших за десятилетие её правления Белгородскую губернию, не избежал привлечения к денежному штрафу за всякого рода служебные нарушения. Известно и несколько фактов о подобных наказаниях в отношении И. В. Стрекалова. Во время губернаторской службы он был привлечен к ответственности за неотправление в Счетную комиссию Главной Провиантской канцелярии ведомости о сборе и расходовании провианта для нужд российской армии, а также за неправильное решение дела, касавшегося беглых крестьян и взыскания с двух помещиков штрафов за укрытие этих людей на территории своих владений.

## Семья
И. В. Стрекалов принадлежал к числу представителей дворянского рода Стрекаловых, который внесен в родословные книги Курской, Московской, Рязанской, Тамбовской, Тульской губерний России. Считается, что свою историю Стрекаловы ведут от уроженца Великого княжества Литовского Богдана Стрешкаловского. В отношении времени его приезда на территорию Российского государства существуют несколько версий. Так, в работе генеалога Александра Алексеевича Бобринского «Дворянские роды, внесенные в общий гербовник Всероссийской империи. Часть I (до конца XVI столетия)» указано о том, что Богдан Стрешкаловский уехал из Литвы в первое десятилетие XVI века и поступил на службу к государю Василию III. В томе XXXI А «Энциклопедического словаря Брокгауза и Ефрона» имеется информация о том, что данный деятель оказался в России несколько раньше, в 1492 году, и государем, которому он стал служить, являлся Иван III.
На данный момент неизвестна ни дата рождения И. В. Стрекалова, ни информация о его родителях. О личной жизни политического деятеля сведений тоже не имеется. Что касается его карьерного пути, то известно лишь о нескольких годах, предшествовавших его назначению главой Белгородской губернии.